# Yves Montand
Yves Montand (13. oktober 1921 – 9. november 1991) var en fransk sanger og skuespiller.

## Liv
Yves Montand blev født i Italien under navnet Ivo Livi. Forældrene var fattige bønder. I 1923 flyttede familien til Frankrig og drengen voksede op i Marseille. Som ung sanger blev han opdaget af Edith Piaf og blev hendes lærling og elsker. Senere blev han især kendt som skuespiller.
Han giftede sig med Simone Signoret i 1951. Parret boede i 1960'erne i den pittoreske Saint-Paul de Vence. Efter Signorets død i 1985 giftede han sig med Carole Amiel.

## Udvalgte film
- Frygtens pris (1953; vandt den Gyldne Palme)
- Let's Make Love (1960)
- Messe for en skøge (1961)
- Krigen er endt (1966)
- Grand Prix (1966)
- Lev for at leve (1967)
- Z (1969)
- Den røde cirkel (1970)
- Kellys helte (1970)
- État de siège (1972)
- Kilden i Provence & Manon og kilden (1986, efter en roman af Marcel Pagnol)